# Campeonato Paraense de Futebol de 2009
O Campeonato Paraense de Futebol de 2009 foi a nonagésima sétima edição do torneio, que teve como campeão o Paysandu e o São Raimundo-PA como o vice-campeão.

## Fórmula de disputa
Assim como nas últimas edições, os participantes jogam em fase classificatória. No primeiro turno (Taça Cidade de Belém), os clubes jogarão em confrontos diretos, somente em sistema de "ida", classificando-se para as semifinais os quatro primeiros colocados. Na semifinal, os jogos dar-se-ão por "cruzamento olímpico", obedecendo ao índice técnico, somente em sistema de "ida", com os times de melhor campanha na fase de classificação jogando pelo empate, indicando os finalistas do turno. Os vencedores se enfrentam na final do turno em dois jogos no sistema de "ida e volta", com o time de melhor campanha jogando por dois resultados iguais, o vencedor do confronto é declarado o campeão da Taça Cidade de Belém de 2009.
No segundo turno (Taça Estado do Pará), os clubes jogarão em confrontos diretos, somente em sistema de "volta",classificando-se para as semifinais os quatro primeiros colocados. Na semifinal, os jogos dar-se-ão por "cruzamento olímpico", obedecendo ao índice técnico, somente em sistema de "volta", com os times de melhor campanha na fase de classificação jogando pelo empate, indicando os finalistas do turno. Os vencedores se enfrentam na final do turno em dois jogos no sistema de "ida e volta", com o time de melhor campanha jogando por dois resultados iguais o vencedor do confronto é declarado o campeão da Taça Estado do Pará de 2009.
Os times vencedores de cada fase disputam entre si dois jogos finais, que estabelecem o campeão paraense de 2009. Caso o mesmo time ganhe as duas fases, este será declarado campeão automaticamente.

### Critérios de desempate
O desempate entre duas ou mais equipes seguirá a ordem definida abaixo:
1. Número de vitórias
2. Saldo de gols
3. Gols marcados
4. Confronto direto
5. Sorteio

## Primeira fase (preliminar)
A primeira fase do Campeonato Paraense de 2009 foi composta por 10 times, que disputavam 4 vagas para a segunda fase (fase principal). Foi disputada em turno único.

### Participantes
| Equipe       | Cidade    | Em 2008              | Estádio            | Capacidade | Títulos (mais recente) | Part. |
| ------------ | --------- | -------------------- | ------------------ | ---------- | ---------------------- | ----- |
| Bragantino   | Bragança  | 8º (Primeira Fase)   | Diogão             | 3.000      | 1 (2007)               | 9     |
| Castanhal    | Castanhal | 5º (Fase Principal)  | Modelão            | 4.200      | 1 (2006)               | 6     |
| Pedreira     | Belém     | 10º (Fase Principal) | São Sebastião      | 2.000      | 1 (2002)               | 9     |
| Pinheirense  | Belém     | 10º (Fase Principal) | Abelardo Conduru   | 5.000      | 0 (não possui)         | 2     |
| São Raimundo | Santarém  | 8º (Fase Principal)  | Colosso do Tapajós | 16.000     | 1 (2005)               | 7     |
| Sport Belém  | Belém     | 1º (Segunda Divisão) | Curuzu             | 12.000     | 0 (não possui)         | 8     |
| Time Negra   | Belém     | 2º (Segunda Divisão) | Curuzu             | 12.000     | 3 (2004)               | 6     |
| Tiradentes   | Belém     | 7º (Fase Principal)  | Curuzu             | 12.000     | 0 (não possui)         | 8     |
| Tuna Luso    | Belém     | 9° (Fase Principal)  | Souza              | 4.000      | 0 (não possui)         | 4     |
| Vila Rica    | Breves    | 6º (Fase Principal)  | Baenão             | 17.518     | 1 (2008)               | 6     |

### Classificação final
| Campeonato Paraense | Campeonato Paraense | Campeonato Paraense | Campeonato Paraense | Campeonato Paraense | Campeonato Paraense | Campeonato Paraense | Campeonato Paraense | Campeonato Paraense | Campeonato Paraense | Campeonato Paraense | Campeonato Paraense | Campeonato Paraense |
| Times | Times               | Pts                 | J                   | V                   | E                   | D                   | GP                  | GC                  | SG                  |                     |                     |                     |
| --- | ------------------- | ------------------- | ------------------- | ------------------- | ------------------- | ------------------- | ------------------- | ------------------- | ------------------- | ------------------- | ------------------- | ------------------- |
| 1 | Castanhal           | 21                  | 9                   | 6                   | 3                   | 0                   | 15                  | 4                   | 11                  |                     |                     |                     |
| 2 | Vila Rica           | 17                  | 9                   | 5                   | 2                   | 2                   | 11                  | 5                   | 6                   |                     |                     |                     |
| 3 | Time Negra          | 15                  | 9                   | 4                   | 3                   | 2                   | 17                  | 7                   | 10                  |                     |                     |                     |
| 4 | São Raimundo        | 14                  | 9                   | 4                   | 2                   | 3                   | 12                  | 12                  | 0                   |                     |                     |                     |
| 5 | Sport Belém         | 13                  | 9                   | 3                   | 4                   | 2                   | 12                  | 12                  | 0                   |                     |                     |                     |
| 6 | Tuna Luso           | 12                  | 9                   | 3                   | 3                   | 3                   | 14                  | 9                   | 5                   |                     |                     |                     |
| 7 | Bragantino-PA       | 10                  | 9                   | 3                   | 1                   | 5                   | 13                  | 17                  | -4                  |                     |                     |                     |
| 8 | Pinheirense         | 10                  | 9                   | 2                   | 4                   | 3                   | 14                  | 19                  | -5                  |                     |                     |                     |
| 9 | Pedreira            | 6                   | 9                   | 1                   | 3                   | 5                   | 12                  | 25                  | -13                 |                     |                     |                     |
| 10 | Tiradentes-PA       | 3                   | 9                   | 0                   | 3                   | 6                   | 6                   | 16                  | -10                 |                     |                     |                     |
| Pts – Pontos ganhos; J – Jogos; V - Vitórias; E - Empates; D - Derrotas; GP – Gols pró; GC – Gols contra; SG – Saldo de gols |                     |                     |                     |                     |                     |                     |                     |                     |                     |                     |                     |                     |

|  |                              |
|  | Classificados à Segunda Fase |
|  | Rebaixados à Segunda Divisão |

| Taça ACLEP de 2009            |
| Castanhal                     |
| ----------------------------- |
| Castanhal Campeão (2º título) |

## Fase Principal

### Equipes participantes
| Equipe          | Cidade     | Em 2008              | Estádio            | Capacidade | Títulos (mais recente) | Part. |
| --------------- | ---------- | -------------------- | ------------------ | ---------- | ---------------------- | ----- |
| Águia de Marabá | Marabá     | 2º                   | Zinho de Oliveira  | 4.000      | 0 (não possui)         | 10    |
| Ananindeua      | Ananindeua | 4º                   | Curuzú             | 12.500     | 0 (não possui)         | 10    |
| Castanhal       | Castanhal  | 5º                   | Modelão            | 7.500      | 0 (não possui)         | 14    |
| Paysandu        | Belém      | 3º                   | Curuzú             | 12.500     | 42 (2006)              | 93    |
| Remo            | Belém      | Campeão              | Baenão             | 17.518     | 42 (2008)              | 93    |
| São Raimundo-PA | Santarém   | 8º                   | Colosso do Tapajós | 16.000     | 0 (não possui)         | 10    |
| Time Negra      | Belém      | 2º (Segunda Divisão) | Curuzú             | 12.500     | 0 (não possui)         | 5     |
| Vila Rica       | Breves     | 6º                   | Baenão             | 17.518     | 0 (não possui)         | 3     |

### Taça Cidade de Belém

#### Classificação
| Campeonato Paraense | Campeonato Paraense | Campeonato Paraense | Campeonato Paraense | Campeonato Paraense | Campeonato Paraense | Campeonato Paraense | Campeonato Paraense | Campeonato Paraense | Campeonato Paraense | Campeonato Paraense | Campeonato Paraense | Campeonato Paraense |
| Times | Times               | Pts                 | J                   | V                   | E                   | D                   | GP                  | GC                  | SG                  |                     |                     |                     |
| --- | ------------------- | ------------------- | ------------------- | ------------------- | ------------------- | ------------------- | ------------------- | ------------------- | ------------------- | ------------------- | ------------------- | ------------------- |
| 1 | Paysandu            | 17                  | 7                   | 5                   | 2                   | 0                   | 18                  | 8                   | 10                  |                     |                     |                     |
| 2 | São Raimundo-PA     | 13                  | 7                   | 4                   | 1                   | 2                   | 13                  | 7                   | 6                   |                     |                     |                     |
| 3 | Remo                | 11                  | 7                   | 3                   | 2                   | 2                   | 12                  | 13                  | -1                  |                     |                     |                     |
| 4 | Castanhal           | 10                  | 7                   | 3                   | 1                   | 3                   | 12                  | 11                  | 1                   |                     |                     |                     |
| 5 | Águia de Marabá     | 10                  | 7                   | 3                   | 1                   | 3                   | 12                  | 12                  | 0                   |                     |                     |                     |
| 6 | Vila Rica           | 8                   | 7                   | 2                   | 2                   | 3                   | 9                   | 10                  | -1                  |                     |                     |                     |
| 7 | Ananindeua          | 5                   | 7                   | 1                   | 2                   | 4                   | 9                   | 12                  | -3                  |                     |                     |                     |
| 8 | Time Negra          | 4                   | 7                   | 1                   | 1                   | 5                   | 7                   | 19                  | -12                 |                     |                     |                     |
| Pts – Pontos ganhos; J – Jogos; V - Vitórias; E - Empates; D - Derrotas; GP – Gols pró; GC – Gols contra; SG – Saldo de gols |                     |                     |                     |                     |                     |                     |                     |                     |                     |                     |                     |                     |

|  |                             |
|  | Classificados às Semifinais |

#### Semifinais
| 18 de fevereiro | São Raimundo-PA | 1 – 1 | Remo | Estádio Mangueirão, Belém |
| 20:30           |                 |       |      |                           |

| 19 de fevereiro | Paysandu | 6 – 4 | Castanhal | Estádio Mangueirão, Belém |
| 20:30           |          |       |           |                           |

#### Final do 1º turno
Primeiro jogo
| 26 de fevereiro | São Raimundo-PA | 0 – 3 | Paysandu                      | Estádio Mangueirão, Belém              |
| 20:30           |                 |       | Zé Carlos 14' · Balão 57' 60' | Árbitro: Domingos de Jesus Viana Filho |

Segundo jogo
| 1 de março | Paysandu                    | 2 – 3 | São Raimundo-PA            | Estádio Mangueirão, Belém     |
| 16:00      | Zé Carlos 25' · Luciano 65' |       | Hélcio 47' 59' · Filho 53' | Árbitro: Clauber José Miranda |

#### Premiação
| Taça Cidade de Belém 2009    |
| ---------------------------- |
|                              |
| Paysandu Campeão (3º título) |

### Taça Estado do Pará

#### Classificação
| Campeonato Paraense | Campeonato Paraense | Campeonato Paraense | Campeonato Paraense | Campeonato Paraense | Campeonato Paraense | Campeonato Paraense | Campeonato Paraense | Campeonato Paraense | Campeonato Paraense | Campeonato Paraense | Campeonato Paraense | Campeonato Paraense |
| Times | Times               | Pts                 | J                   | V                   | E                   | D                   | GP                  | GC                  | SG                  |                     |                     |                     |
| --- | ------------------- | ------------------- | ------------------- | ------------------- | ------------------- | ------------------- | ------------------- | ------------------- | ------------------- | ------------------- | ------------------- | ------------------- |
| 1 | São Raimundo-PA     | 16                  | 7                   | 5                   | 1                   | 1                   | 14                  | 8                   | 6                   |                     |                     |                     |
| 2 | Paysandu            | 16                  | 7                   | 5                   | 1                   | 1                   | 13                  | 9                   | 4                   |                     |                     |                     |
| 3 | Remo                | 14                  | 7                   | 4                   | 2                   | 1                   | 16                  | 7                   | 9                   |                     |                     |                     |
| 4 | Águia de Marabá     | 14                  | 7                   | 4                   | 2                   | 1                   | 15                  | 10                  | 5                   |                     |                     |                     |
| 5 | Vila Rica           | 7                   | 7                   | 2                   | 1                   | 4                   | 7                   | 10                  | -3                  |                     |                     |                     |
| 6 | Castanhal           | 6                   | 7                   | 2                   | 0                   | 5                   | 9                   | 16                  | -7                  |                     |                     |                     |
| 7 | Time Negra          | 5                   | 7                   | 1                   | 2                   | 4                   | 12                  | 15                  | -3                  |                     |                     |                     |
| 8 | Ananindeua          | 1                   | 7                   | 0                   | 1                   | 6                   | 7                   | 18                  | -11                 |                     |                     |                     |
| Pts – Pontos ganhos; J – Jogos; V - Vitórias; E - Empates; D - Derrotas; GP – Gols pró; GC – Gols contra; SG – Saldo de gols |                     |                     |                     |                     |                     |                     |                     |                     |                     |                     |                     |                     |

|  |                             |
|  | Classificados às Semifinais |

#### Semifinais
| 12 de abril | Paysandu | 1 – 2 | Remo | Estádio Mangueirão, Belém |
| 17:00       |          |       |      |                           |

| 12 de abril | São Raimundo-PA | 3 – 2 | Águia de Marabá | Estádio Colosso do Tapajós, Santarém |
| 17:00       |                 |       |                 |                                      |

#### Final do 2º turno
Primeiro jogo
| 19 de abril | Remo          | 1 – 1 | São Raimundo-PA | Estádio Mangueirão, Belém                        |
| 16:00       | Hellinton 20' |       | Michel 18'      | Público: 10,638 Árbitro: Paulo César de Oliveira |

Segundo jogo
| 26 de abril | São Raimundo-PA               | 2 – 1 | Remo     | Estádio Colosso do Tapajós, Santarém |
| 17:00       | Michel 43' · Garrinchinha 57' |       | Beto 69' | Árbitro: Leonardo Gaciba             |

#### Premiação
| Taça Estado do Pará 2009         |
| -------------------------------- |
|                                  |
| São Raimundo Campeão (1º título) |

## Final do campeonato
Primeiro jogo
| 3 de maio | Paysandu                                                                        | 6 – 1 | São Raimundo-PA | Estádio Mangueirão, Belém |
| 17:00     | Zeziel 27', 47' · Reinaldo 34' · Aldivan 37' · Hallax 73' · Paulo de Tárcio 89' |       | Marabá 61'      |                           |

Segundo jogo
| 9 de maio | São Raimundo-PA                 | 2 – 3 | Paysandu                      | Estádio Mangueirão, Belém |
| 17:00     | Trindade 31' · Garrinchinha 72' |       | Aldivan 40' · Zeziel 64', 76' |                           |

### Premiação
| Campeonato Paraense de 2009              |
| Belém                                    |
| ---------------------------------------- |
| PAYSANDU SPORT CLUB Campeão (43º título) |